# Sociocibernética
Sociocibernética, ou Ciência Sistêmica em Sociologia e outras Ciências Sociais (como definido pela International Sociological Association), é um ramo independente da sociologia que estuda a sociedade através do conceito de sistemas, concepção que pode ser traçada aos primeiros escritos de Auguste Comte sobre diferenciação funcional. 
Talcott Parsons foi um autor de referência nesta área.